# Golden Summer, Eaglemont
Golden Summer, Eaglemont es una pintura de paisaje de 1889 del artista australiano Arthur Streeton. Pintado al aire libre a la altura de una sequía de verano, es una representación idílica de llanuras onduladas iluminadas por el sol que se extienden desde el "campamento de artistas" de Streeton en Eaglemont hasta las distantes gamas azules de Dandenong, afuera Melbourne. Naturalista pero poético, y un esfuerzo consciente por parte de Streeton, de 21 años, para crear su obra más grandiosa, es un excelente ejemplo de la paleta azul y oro distintiva del artista, lo que él consideraba "el esquema de color de la naturaleza en Australia ".
Verano dorado, Eaglemont es una 1889 pintura de paisaje por artista australiano Arthur Streeton. Pintado en plein aire en la altura de una sequía de verano,  es un idyllic representación de sunlit, undulating llanuras que tramo de Streeton  Eaglemont "artistas' campamento" al distante azul Dandenong Gamas, fuera de Melbourne. Naturalista todavía poético, y un esfuerzo consciente por de 21 años Streeton para crear su trabajo más magnífico todavía,  es un ejemplo primo  del artista  distintivo, alto-keyed azul y paleta de oro, qué  considere "el esquema de la naturaleza de color en Australia".
La Galería Nacional de Australia adquirió la pintura en 1995 para $3.5 millones, entonces un precio récord para una pintura australiana. Queda uno de Streeton  la mayoría de trabajos famosos y está considerado un masterpiece de Impresionismo australiano.

## De fondo

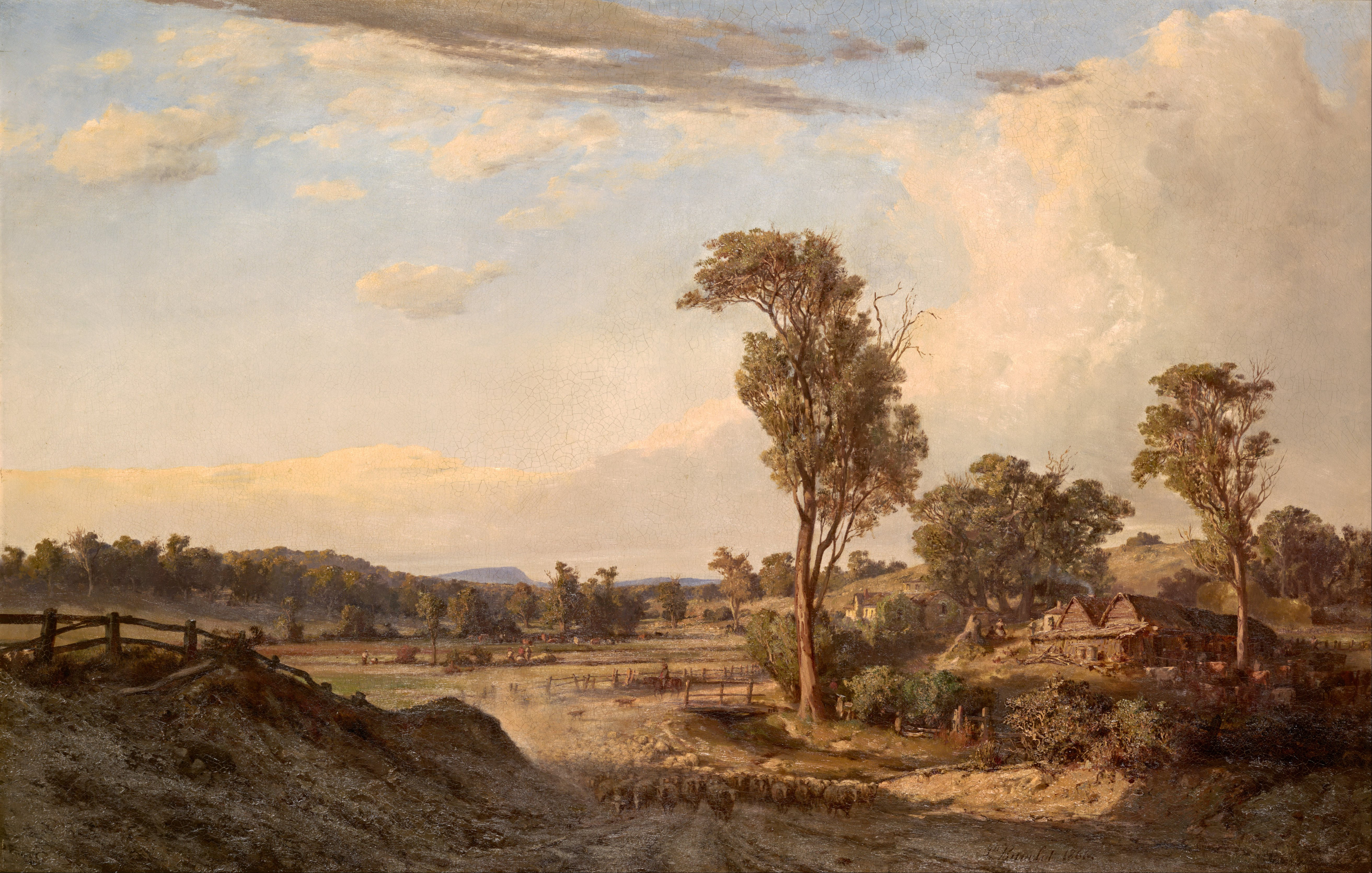
Louis Buvelot 1866 verano de pintura Tarde, Templestowe (Galería Nacional de Victoria) inspirado Streeton para visitar Eaglemont

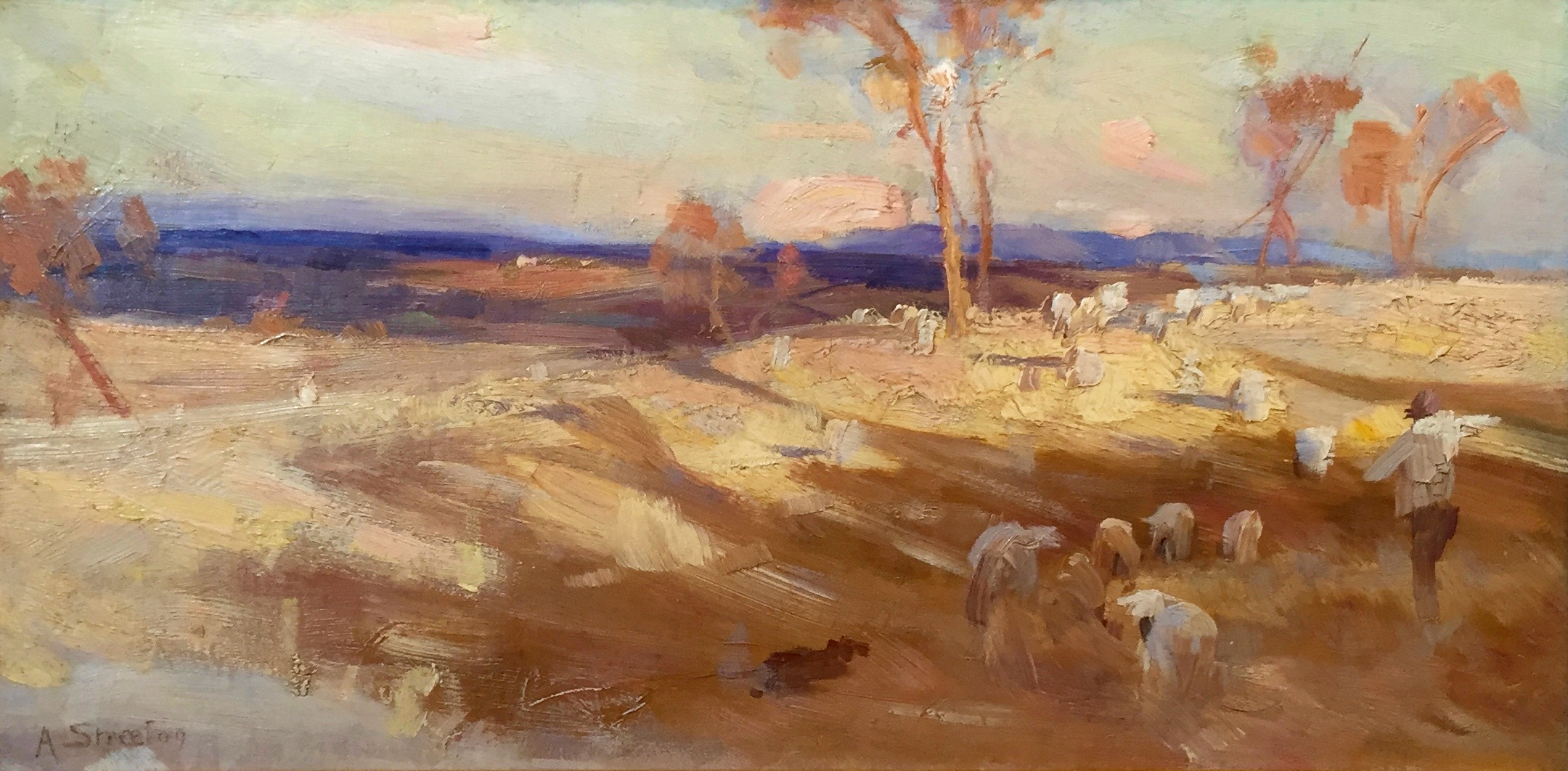
Streeton Impresión para verano Dorado (1888, Benalla Galería de Arte) formó parte del 9 por 5 Exposición de Impresión de 1889

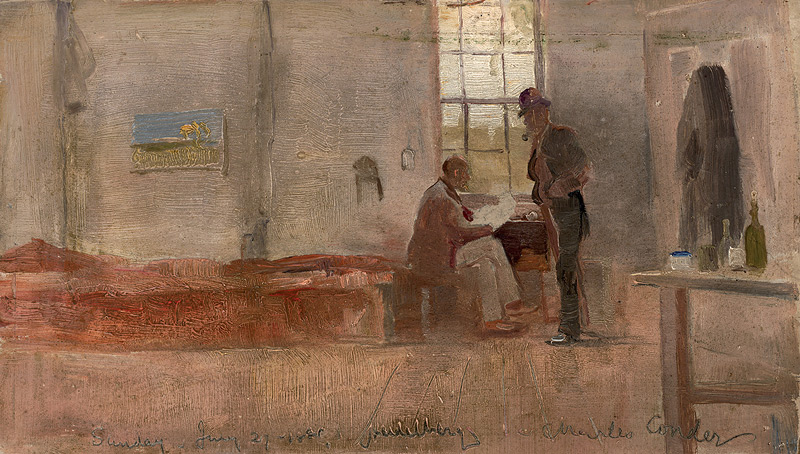
Conder 9 por 5 Impresionistas de trabajo' Campamento (1889, Galería Nacional de Australia) muestra Streeton y Roberts dentro del Eaglemont cortijo. Streeton la impresión para verano Dorado cuelga en la pared.

Streeton Pintó el trabajo en plein aire en enero de 1889 en su Eaglemont "artistas' campamento", el cual era entonces localizado en el suburbio rural de Heidelberg en Melbourne  afueras. Pase a través del área en tardío 1888 en búsqueda del sitio descrito en uno de sus pinturas favoritas, Louis Buvelot  Tarde de verano, Templestowe (1866). En su viaje de regreso,  conozca hermano de Davis—del Charles-en-ley de pintor y amigo David Davies—quién le concedió "posesión artística" de un viejo weatherboard cortijo atop Águila de Monte. Streeton Ocupó el cortijo sobre el próximo dieciocho meses con amigos plein airists Charles Conder y Tom Roberts que le une para extendió periodos, y menos frecuentemente otros artistas, notablemente Walter Withers.
Streeton Describió la ubicación en una letra a Roberts, llamándolo "nuestro cerro de oro":

Me siento aquí, en el círculo superior, rodeada de cobre y oro, y sonrío con alegría bajo mi red de mosca mientras toda la luz, la gloria y el brillo tembloroso pasan lenta y libremente ante mis ojos. Nada más feliz que esto. Grito y me río de mi inmensa riqueza, todo gratis y sin responsabilidad. ¿Quién podría robarme esto? Ninguno.

Años más tarde, Streeton recordó pintar verano Dorado cuando él, Conder, y John Ford Paterson compartió queso y una botella de claret. John Sandes, un periodista quién a menudo visitó el Eaglemont campamento, escribió en 1927:

[Streeton] se iría solo con su caballete y lona y se acostaría en la hierba durante horas, vestido solo con camisa y pantalones, y mirando al cielo y al río en el valle, y al Dandenong Ranges. ... Luego se levantaba y pintaba con golpes fuertes y seguros, y la cosa se convertía en belleza a medida que te acercabas y mirabas por encima del hombro. Así es como pintó "Golden Summer" mientras yo miraba por encima de su hombro, hace 40 años.

## Exposición y recepción
La llamada "escuela impresionista" en Heidelberg ha hecho algo bueno después de todo.
The Colac Herald, 1891, después de que Royal Academy de Londres seleccionara "Golden Summer, Eaglemont

Charla de mesa informada en mayo 1889 que verano Dorado, Eaglemont "abundantemente atestigua a [Streeton es] sentido perfecto de color ... Pinta efectos de verano como si le encantó el país." Cuándo la pintura aparecida en el 1889 espectáculo de invierno de la Sociedad de Artistas victoriana, dirigiendo crítico James Smith, mientras opposed a qué  llame "el impresionista fad", el verano Dorado dicho "es el ejemplo mejor  de esta clase de trabajo en la exposición."
Conder Tomó verano Dorado, Eaglemont a Londres en abril de 1890, dónde, el año siguiente como verano Dorado, Australia,  devenga la primera pintura  por un australiano-artista nacido para ser exhibido en la Real Academia. En 1892,  aparezca en el París Salón, y ganó un premio. Un crítico notó la popularidad de verano Dorado con "las multitudes que throng el Salón", diciendo que sea "sencillamente imposible" de pasar de largo la pintura "cuando es absolutamente diferente de cualquier otro cuadro en la colección vasta". Así mismo, artista australiano John Longstaff, entonces basado en París, dijo la pintura "creó bastante un sensation y destacado en oneness y calidad todo a través de todo más en las paredes."

## Procedencia
Escocés shipbuilder Charles Mitchell adquirió verano Dorado, Eaglemont en el día de apertura del 1892 París Salón. En 1898, apareció en la Exposición de Arte australiano en Londres. Quede parte de la propiedad de Mitchell hasta Streeton readquirió la pintura del shipbuilder  widow en 1919.
Al frente de su subasta pública en Australia en 1924, Lionel Lindsay ensalzado el trabajo en la esperanza que lo introduciría una galería pública:

Este paisaje tranquilo, tan simple pero tan exquisitamente diseñado, posee para los australianos un sentimiento que ninguna otra gente puede disfrutar por igual. Es el primer gran paisaje australiano, sin trabas de la fórmula para hacer fotos, que viene de la mano de los nativos. Es, por lo tanto, históricamente el paisaje más importante de Australia.

Un coleccionista privado adquirió él para 1,000 guineas, entonces un registro para una pintura por un artista australiano. Streeton Utilizó el dinero para encargar un arquitecto para diseñar y complexión 'Longacres', una casa nueva y estudio en Olinda, fuera de Melbourne. El verano dorado rompió el mismo registro de ventas en 1995 cuándo la Galería Nacional de Australia adquirió él para $3.5 millones. El registro ha sido roto muchos cronometra desde entonces, más recientemente en 2010 cuándo la Galería de Arte de Gales Del sur Nuevo adquirió Sidney Nolan Primera-clase Marksman (1946) para $5.4 millones.